# 迪克·艾倫
理查·安東尼·艾倫（英語：Richard Anthony Allen，1942年3月8日—2020年12月7日），為美國職棒大聯盟的一壘手與三壘手。職業生涯效力過費城人、紅雀、道奇、白襪與運動家等隊，他被認為是1960年代至1970年代間大聯盟的強打者。
艾倫於1964年拿下國聯新人王，1972年拿下年度MVP。費城人在2020年9月3日退休了他的背號，並於2025年成功入駐名人堂。
艾倫卸下棒球員身分後，一度轉戰歌壇，當過短暫的歌手。他曾於NBA費城76人的主場表演過唱歌。

## 生平

### 職業生涯

#### 費城費城人
1960年，費城人以7萬美元簽約金簽下艾倫。1963年9月，艾倫登上大聯盟，成為費城人隊史首位黑人球員。
1964年，艾倫迎來生涯首個完整球季。他的打擊率高達3成18，敲出201支安打，並順利拿下國聯新人王。1965年5月29日，他面對小熊隊敲出一支全壘打。據估計，這支全壘打的飛行距離遠達約161公尺。而艾倫在1965年至1967年間都順利入選明星賽。
1965年7月，艾倫與隊友Frank Thomas發生肢體衝突。由於Thomas故意揮棒去打艾倫的肩膀，憤怒的艾倫憤而往Thomas臉上揮了一拳。隨後球隊也在隔日將Thomas釋出。不過艾倫在2009年的一場節目訪談提到他已經和Thomas重修舊好。
然而，部分偏激的費城人球迷卻很支持艾倫的行為，導致艾倫脫序的行為加劇。原本艾倫平常在場上頂多和其他球員互噴一些垃圾話，然而到後來卻變成言語攻擊對方。最後艾倫只要上場，球迷就會不停對他丟東西。因此艾倫不得不在守備時戴著頭盔上場。
1967年，艾倫在某次重擊汽車車頭燈時傷到慣用手。這起意外幾乎要終結了他的職業生涯，最後他被罰款2500美元。1969年，艾倫因為在比賽前觀看賽馬比賽導致遲到，最後遭到球隊禁賽。

#### 紅雀與道奇
1969年球季結束後，紅雀隊的柯特·弗拉德抗議保留條款不公，因此一狀告上法院。而費城人也在這年球季結束後將艾倫交易至紅雀。
在馬克·麥奎爾登上大聯盟之前，艾倫以全壘打拉攏了不少紅雀球迷。儘管如此，紅雀隊仍沒有和他續約。隔年他被交易至道奇，換取1969年的國聯新人王Ted Sizemore和Bob Stinson。

#### 芝加哥白襪
1971年球季結束後，道奇隊用艾倫向白襪隊交易Tommy John。在此之前，其他球隊的總教練都會讓艾倫在場上到處守備。不過白襪隊總教練Chuck Tanner選擇讓艾倫專心守一壘，這也讓他更能專注在打擊上。他在白襪隊的第一年就敲出37轟與113分打點，球隊幾乎差點靠他一人拿下分區冠軍。最後艾倫成為拿下美聯MVP，可惜球隊拿下西區第二，無緣晉級季後賽。
1972年7月31日，艾倫在比賽中敲出2支場內全壘打，成為活球年代第一人。
1973年，白襪隊被各界看好能晉級季後賽。不過隨著艾倫在6月因腓骨受傷進入傷兵名單後，這些預測便消失了。1974年，艾倫依舊入選明星賽，不過因為他與三壘手Ron Santo發生不和，因此他在9月份離開白襪隊。
由於當時艾倫是否持續打球的意願仍不明朗，因此白襪隊只好忍痛將他以5000美元賤賣到勇士隊。艾倫非常不滿，因此他拒絕到勇士報到，並宣布第一次退休。

#### 重返費城人
1975年，勇士隊將復出的艾倫交易至費城人。而費城人其實已經在要求艾倫退休，原因不外乎是因為他在1973年受傷影響到他的表現。不過艾倫並未選擇退休，反而在1976年打出不錯的表現。那年他的打擊率為2成68，並敲出了15轟，成功幫助球隊拿下分區冠軍。

#### 奧克蘭運動家
艾倫在這年出賽54場比賽，打擊率2成40，並敲出5轟與31分打點。他在季中突然被球隊解約，因而結束了他的球員生涯。

### 去世
2020年12月7日，艾倫於家中去世，享年78歲。

## 評價
艾倫一直都被認為是極具爭議的選手，他的平均打擊成績毫無疑問是最為頂尖的一群，但由於他的生涯長度，導致他在累積數據上相對吃虧，而他極差的媒體緣也是導致他遲遲無法入選名人堂的原因。在名人堂遺珠之中，他一直被認為是最傑出的棒球選手。2014年，黃金世代委員會進行名人堂補選。當時被提名的球員只要得到12票即可入選，不過艾倫最終僅獲得11票。
棒球數據專家比爾·詹姆斯認為艾倫是大聯盟史上第二位最具爭議的選手，僅次於同樣成績出色但人緣一樣非常差的霍恩斯比。艾倫擁有非名人堂球員中生涯最高長打率的紀錄（此紀錄被亞伯特·貝爾打破，後來90年代有大量牽涉禁藥爭議的球星也超過艾倫 )。由於艾倫生涯待過的球隊中，僅有白襪的主場是偏向打者的，而且那個年代的規則向來被認為對投手較為有利，所以他的打擊成績實際上要比單純看OPS所顯示的更加出色，他生涯的OPS+（把他的生涯OPS去跟同期球員做對比、再加上場地校正後的結果）高達156，在大聯盟史上是前20名的成績，而跟艾倫同期的選手中，僅有曼托的OPS+（172）比他更高。實際上，20世紀以來所有OPS+在艾倫前面的人，扣掉現役球員、禁藥爭議球員、假賽爭議球員（赤腳喬），剩下的人全部都進入名人堂。
2020年9月3日，費城人破例將艾倫的15號球衣退休。在此之前，費城人不將非名人堂球員的球衣退休（嚴格來說，舒密特和卡爾頓兩人的背號是跟著球員本人一起退休的，不過兩人毫無意外地都在第一次名人堂票選過關）。
2025年，艾倫總算通過老將委員會，成功叩關名人堂。

## 生涯成績
| 出賽場次 | 打席  | 打數  | 得分  | 安打  | 二安 | 三安 | 全壘打 | 打點  | 盜壘 | 保送 | 三振  | 打擊率 | 上壘率 | 長打率 | 守備率 |
| -------- | ----- | ----- | ----- | ----- | ---- | ---- | ------ | ----- | ---- | ---- | ----- | ------ | ------ | ------ | ------ |
| 1,749    | 7,315 | 6,332 | 1,099 | 1,848 | 320  | 79   | 351    | 1,119 | 133  | 894  | 1,556 | .292   | .378   | .534   | .975   |

## 參看
- 美國職棒大聯盟全壘打王
- 美國職棒大聯盟打點王

## 外部連結
- 球員資訊和成績在MLB ，ESPN ，Retrosheet ，Baseball Reference ，Baseball Reference (Minors) ，Fangraphs ，The Baseball Cube （英文）
- 迪克·艾倫在台灣棒球維基館上的頁面（繁體中文）